# Селіванівське
Селіванівське — заповідне урочище місцевого значення. Об'єкт розташований на території Устинівського району Кіровоградської області, поблизу с. Селіванове.
Площа — 15 га, статус отриманий у 1999 році.